# Joaquim Sabaté i Dausà
Joaquim Sabaté i Dausà   (Barcelona, 13 de desembre de 1930 - Barcelona, 3 de desembre de 2001) fou un promotor esportiu català. fou president de l'Esport Ciclista Barcelona del 1962 al 2001, des d'on patrocinà la Setmana Catalana de Ciclisme (1963) i l'Escalada a Montjuïc (1965). El 2002 va rebre a títol pòstum la Medalla d'Honor de Barcelona.